# Església de Santa Maria del Remei
L'Església de Santa Maria del Remei és un temple parroquial situat a la plaça de la Concòrdia del barri de les Corts de Barcelona, catalogat com a bé cultural d'interès local.

## Història
Dedicada des dels seus orígens a la Mare de Déu del Remei, patrona dels trinitaris descalços, orde d'on procedia mossèn Pere Pla, el seu primer rector, la parròquia fou creada el 1846, durant l'episcopat de Pedro Martínez de San Martín. Les obres de construcció es prolongaren amb diverses interrupcions per manca de fons entre 1846 i 1850, quan es consagrà el temple. El projecte fou encarregat a l'arquitecte Josep Oriol Mestres i Esplugas, titulat l'any 1841, que per aquelles dates inicià les obres d'ampliació de la Casa Provincial de la Maternitat, en uns terrenys cedits per la família Comas, que sufragà la construcció del campanar. Aquest fou una obra posterior de l'arquitecte Antoni Rovira i Rabassa, essent beneït el 1897.
Ampliada el 1927, fou pràcticament destruïda interiorment per l'incendi provocat durant la revolució social espanyola de 1936 i reconstruïda amb dificultats econòmiques durant la postguerra. Hom ha distingit quatre grans reformes de les dependències parroquials: 1928, 1939-1947 i 1968.
El gener de 2021 el pintor i escultor Xavier Bartumeus restaura la imatge de Sant Antoni de Pàdua. La restauració fou iniciativa del rector, Mn. Pere Montagut i continuada pel rector, Mn Joan Costa.

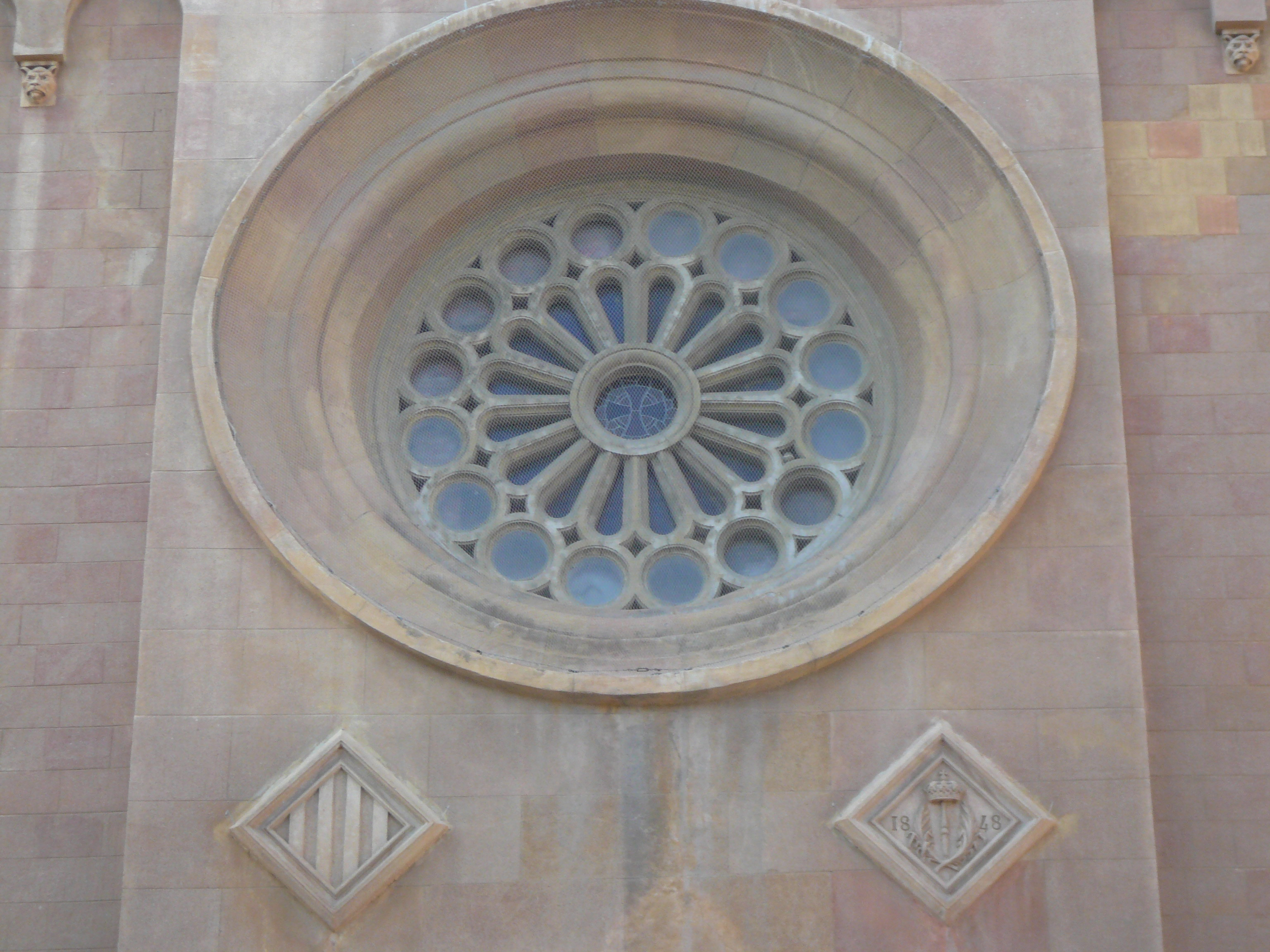
Detall de la rosassa

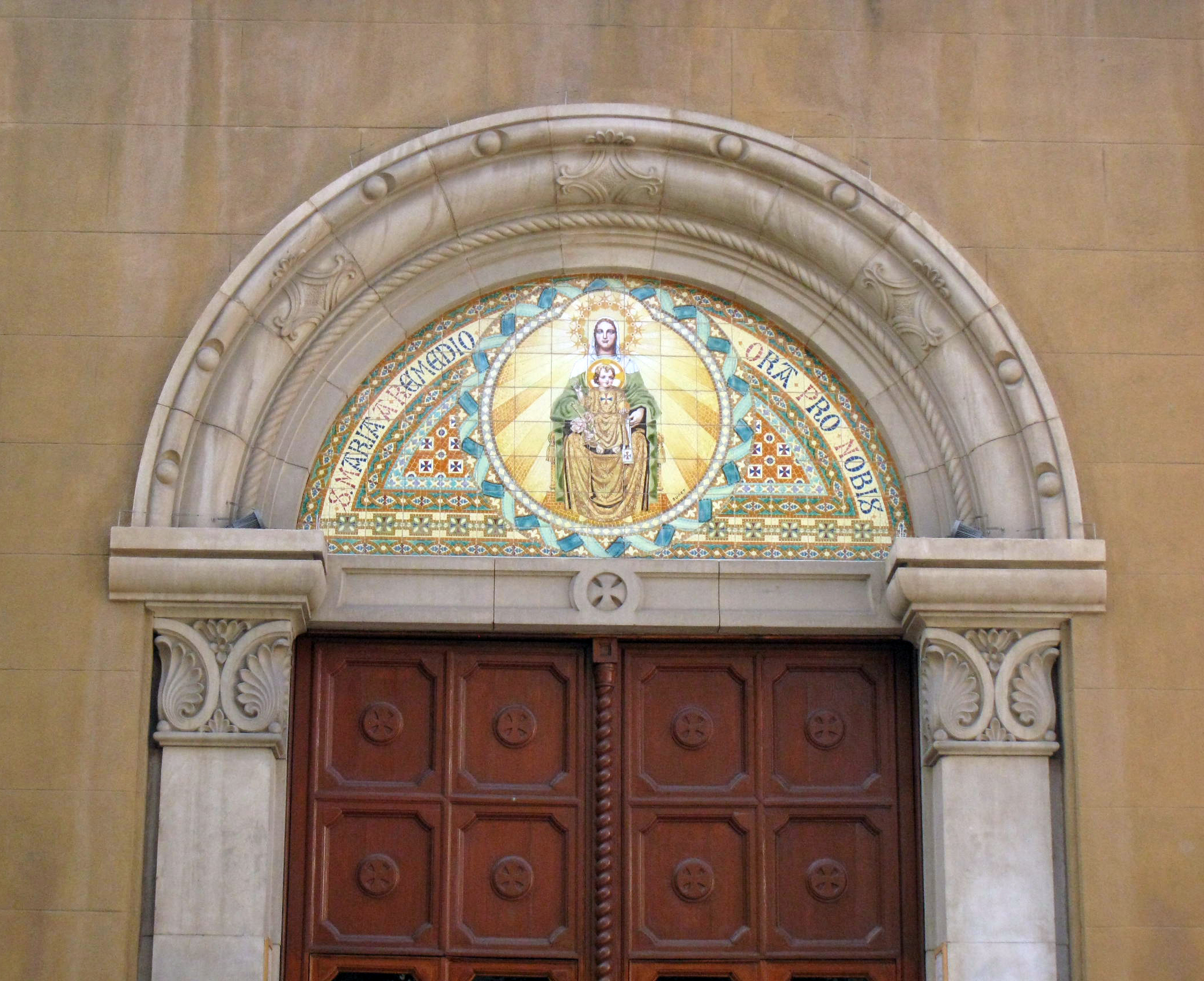
Detall del timpà

## Arquitectura
El conjunt el conformen tres elements: rectoria, església i campanar, adossats i cobrint el front de la plaça. L'església és d'una sola nau, de considerable alçada, i s'hi accedeix a través d'una escalinata central. Està concebuda dintre d'uns plantejaments de lectures de diferents períodes estilístics, i és, per tant, una de les obres pioneres de l'època romàntica en què s'inicià l'historicisme i els llenguatges eclèctics. D'aquesta manera, a la mateixa façana de l'església parroquial hi ha elements de l'art romànic (arcs de mig punt i llombard), de l'art gòtic (la rosassa), i de l'art neoclàssic (el frontó de coronament), alhora que el timpà de la porta d'accés té una decoració en mosaic pròpia de l'art romà d'Orient. Amb tot, la utilització dels arcs llombards fou força freqüent a mitjan segle xix, i un dels seus impulsors fou l'arquitecte Elies Rogent, sota influència del Rundbogenstil alemany.
La façana, d'estil eclèctic, conté les portes a la rectoria a l'esquerra i la porta central principal que precedeix un cancell que dona pas a la nau principal. A la dreta del cancell hi ha la capella de la Verge, antic baptisteri, cobert amb volta d'aresta i l'escalinata del campanar. La nau central condueix per una arcada a la dreta d'aquesta a la capella del Santíssim. Al fons de la nau central hi ha un presbiteri elevat; i a l'esquerra l'accés a la capella baptismal i des d'aquesta s'arriba a la sagristia que és darrere el presbiteri.
El campanar segueix amb un llenguatge historicista, emprant els arcs de mig punt. La base de la torre és quadrangular, mentre que al punt on s'acaba l'església s'aixeca el segon cos, ja octogonal, on hi ha el rellotge, i està coronat per una decorada estructura de ferro amb la campana.